# Hugues Fantino
Hugues Fantino, né en 1966, est un auteur-compositeur-interprète français. Il se définit comme « chanteur en église ».

## Biographie
Hugues Fantino commence la guitare en 1985 lors de veillées scoutes.
Il exerce de 2000 à 2010 l'activité d'animateur en pastorale. Depuis 2010, il exerce son activité de chanteur en tant que professionnel.

## Carrière musicale
Hugues Fantino commence sa carrière musicale dans les années 2000.
Ses compositions sont indissociables de son parcours de foi, ses inspirations principales sont des rencontres, ses expériences personnelles et spirituelles.
Avec ses amis musiciens et choristes, il fonde l’association Améa (Annoncer en Musique l’Evangile Aujourd’hui), qui lui permettra d’organiser leurs prestations et de financer ses premiers albums,.
Il se produit dans des lieux très variées : collèges, lycées, prisons, estaminets, salles des fêtes, plein air, pèlerinages… Parfois, il n’hésite pas à se faire accompagner par des musiciens locaux, qu’il ne connaît pas.
Un quatrième album « Viens, Maître de l'Amour », est  paru aux éditions ADF-Studio SM en février 2012. Cette même année, il compose pour la chanson « Cap la joie ! », demandée par le diocèse de Soissons pour son rassemblement de collégiens.
En avril 2014, la maison de disque ADF Bayard Musique, lui met à disposition leur studio d’enregistrement à Saint-Laurent-du-Mottay, près d’Angers, ainsi que des musiciens professionnels ; il en sort l’album « A l’encre de nos vies » qu’il présentera en avant-première à la cathédrale Notre-Dame-de-la-Treille de Lille en septembre de la même année. Il récidive en 2017 avec l'album « Au cœur du monde », qu'il présentera, de la même manière à la Treille.
À partir de 2019, Hugues Fantino collabore avec Marie-Louise Valentin et Georges Goudet pour la composition de chansons à destination des plus jeunes. C'est ainsi que sortent les albums « Viens avec nous ! » en 2019 et « Envole-toi » en 2021.
Après trois ans de travail en collaboration avec sa fille Alix, le duo enregistre un album intitulé « Terre des vivants » qui sort en 2023 chez ADF Bayard Musique.

## Vie privée
Hugues Fantino est marié et père de trois enfants.